# Ryan Hartman
Ryan Hartman (Hilton Head Island, Carolina del Sur, 20 de septiembre de 1994), apodado Hartzy, es un jugador profesional estadounidense de hockey sobre hielo que se desempeña en la posición de extremo derecho en Minnesota Wild, equipo de la National Hockey League (NHL).

## Carrera
Fue seleccionado en la primera ronda en la NHL Entry Draft de 2013. En 2014 hizo su debut profesional con el equipo Chicago Blackhawks, en el cual jugó cuatro temporadas (2014-2017), después pasó a Nashville Predators (2017-2018), luego a Philadelphia Flyers (2018-2019), posteriormente a Minnesota Wild, donde lleva jugando cinco temporadas.